# 永庆桥 (宁波)
永庆桥位于中国浙江省宁波市海曙区横街镇竹丝岚村东侧，清代桥梁，为单孔拱桥，南北向横跨大坑溪，建于清光绪三十年（1904年），长6.44米，孔矢高4.1米，净跨5.1米，面宽2.86米，由长方形青石叠砌，2010年9月公布为鄞州区文物保护单位:340，2018年12月28日因行政区划调整公布为海曙区文物保护单位。